# Wiktor Alexejewitsch Muschtakow
Wiktor Alexejewitsch Muschtakow (russisch Виктор Алексеевич Муштаков; * 19. Dezember 1996 in Barnaul) ist ein russischer Eisschnellläufer.

## Werdegang
Muschtakow hatte seinen ersten internationalen Erfolg bei den Juniorenweltmeisterschaften 2015 in Warschau. Dort holte er die Bronzemedaille im Teamsprint. Im folgenden Jahr gewann er bei den Juniorenweltmeisterschaften in Changchun die Goldmedaille im Teamsprint. Zu Beginn der Saison 2018/19 startete er in Obihiro erstmals im Weltcup und belegte dabei die Plätze 16 und acht je über 500 m und den neunten Rang über 1000 m. Bei der folgenden Weltcupstation in Tomakomai erreichte er mit dem zweiten Platz über 500 m seine erste Podestplatzierung und holte im Teamsprint seinen ersten Weltcupsieg. In Tomaszów Mazowiecki wurde er Dritter im Teamsprint. Bei den Einzelstreckenweltmeisterschaften 2019 in Inzell gewann er im Teamsprint und über 500 m jeweils die Bronzemedaille. Zudem errang er dort den siebten Platz über 1000 m. Ende Februar 2019 lief er bei der Sprintweltmeisterschaft in Heerenveen auf den neunten Platz. Die Saison beendete er auf dem neunten Platz im Gesamtweltcup über 500 m und auf dem achten Rang im Gesamtweltcup über 1000 m. In der Saison 2019/20 belegte er mit zwei Siegen und einen dritten Platz, den zweiten Platz im Gesamtweltcup über 500 m. Bei den Europameisterschaften 2020 in Heerenveen holte er die Goldmedaille im Teamsprint und lief bei den Einzelstreckenweltmeisterschaften 2020 in Salt Lake City auf den 11. Platz über 1000 m und auf den vierten Rang über 500 m. Im folgenden Jahr wurde er Fünfter im Gesamtweltcup über 500 m und Sechster bei den Einzelstreckenweltmeisterschaften 2021 in Heerenveen über 1000 m.

## Persönliche Bestzeiten
- 500 m 34,05 s (aufgestellt am 14. Februar 2020 in Salt Lake City)
- 1000 m 1:07,34 min. (aufgestellt am 15. Februar 2020 in Salt Lake City)
- 1500 m 1:50,06 min. (aufgestellt am 23. Oktober 2019 in Kolomna)
- 3000 m 4:02,16 min. (aufgestellt am 4. März 2014 in Tscheljabinsk)
- 5000 m 7:08,60 min. (aufgestellt am 4. März 2014 in Tscheljabinsk)

## Weltcupsiege

### Weltcupsiege im Einzel
| Nr. | Datum             | Ort        | Disziplin |
| --- | ----------------- | ---------- | --------- |
| 1.  | 6. Dezember 2019  | Nur-Sultan | 500 m     |
| 2.  | 14. Dezember 2019 | Nagano     | 500 m     |
| 3.  | 12. Dezember 2021 | Calgary    | 500 m     |

### Weltcupsiege im Team
| Nr. | Datum             | Ort       | Disziplin    |
| --- | ----------------- | --------- | ------------ |
| 1.  | 25. November 2018 | Tomakomai | Teamsprint 1 |